# اشبی-ده-لا-زوچ
latitudeاشبی-ده-لا-زوچlongitudeاشبی-ده-لا-زوچ
اشبی-ده-لا-زوچ (به انگلیسی: Ashby-de-la-Zouch; ‎/ˈæʃbi də lə ˈzuːʃ/‎)، همچنین تلفظ Ashby de la Zouch, یک منطقهٔ مسکونی در انگلستان است که در میدلندز شرقی واقع شده‌است.

## خصوصیات
اشبی-ده-لا-زوچ ۱۲٬۷۵۸ نفر جمعیت دارد.